# Hermann Anacker
Hermann Anacker (* 18. Juli 1917 in Sankt Privat in Lothringen; † 4. Mai 2019) war ein deutscher Radiologe. 
Hermann Anacker studierte Medizin in Marburg, München, Halle und Wien. Im Kriegseinsatz verlor er den linken Unterarm. 1943 absolvierte er seine Facharztausbildung für Radiologie im Röntgeninstitut der Chirurgischen Universitätsklinik in München. 1952 übernahm er die Leitung der Röntgenabteilung der Chirurgischen Universitätsklinik Gießen. 1963 wurde er Chefarzt der Strahlenabteilung des Städtischen Krankenhauses rechts der Isar in München. Er war Gründungsordinarius für Röntgendiagnostik der TU München.
Er war Vorsitzender der Hessischen Gesellschaft für medizinische Strahlenkunde sowie Präsident und Ehrenpräsident der Deutschen Röntgengesellschaft.

## Veröffentlichungen
- mit H. D. Weiss und B. Kramann: Endoscopic Retrograde Pancreaticocholangiography (ERPC). Springer-Verlag, Berlin 1977, ISBN 3-540-08008-2.